# كونرادو ديل كامبو
كونرادو ديل كامبو (بالإسبانية: Conrado del Campo) (و. 1878 – 1953 م) هو ملحن، وموزع (موسيقى)، ومعلم موسيقى، وأستاذ جامعي إسباني، ولد في مدريد، يستخدم آلات كمان، توفي في مدريد، عن عمر يناهز 75 عاماً.

## التعليم
تعلم في المعهد الموسيقي الملكي في مدريد ‏
.

## وصلات خارجية
- كونرادو ديل كامبو على موقع IMDb (الإنجليزية)
- كونرادو ديل كامبو على موقع ميوزك برينز (الإنجليزية)
- كونرادو ديل كامبو على موقع ديسكوغز (الإنجليزية)

- كونرادو ديل كامبو في قاعدة بيانات الأفلام على الإنترنت